# Alban Berg Stiftung

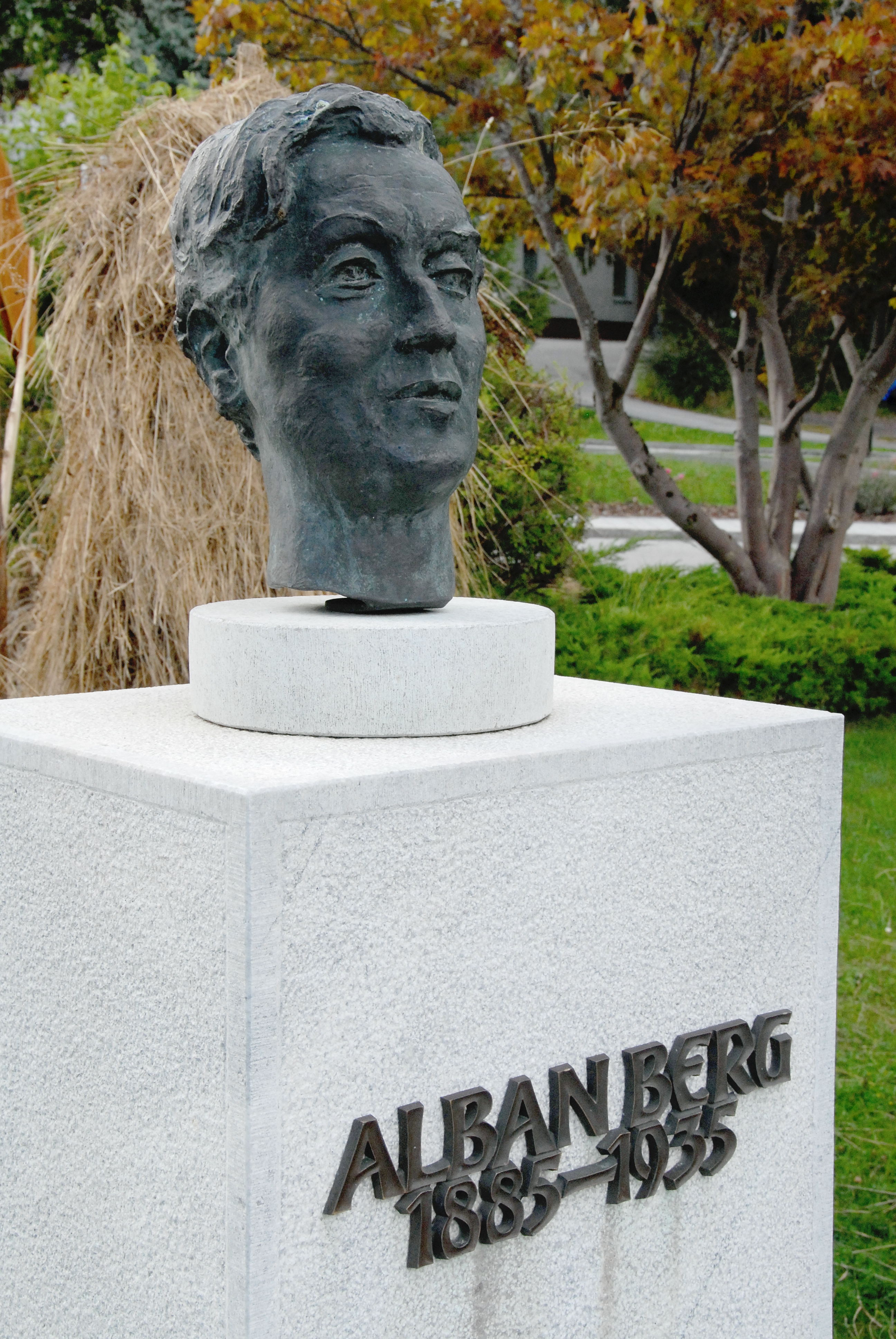
Büste Bergs in Schiefling, gestaltet von Josef Humplik

Die Alban Berg Stiftung, gewidmet dem Œuvre des österreichischen Komponisten Alban Berg (1885–1935), wurde 1968 von der Komponistenwitwe gegründet. Die Stiftung gibt eine Gesamtausgabe heraus, verleiht Stipendien, hat eine Büste und ein Denkmal gestiftet.
Präsident der Stiftung ist der Wiener Rechtsanwalt Maximilian Eiselsberg.

## Geschichte
Alban Berg starb früh, im Alter von 50 Jahren. Seine Ehe war kinderlos geblieben. Die Witwe, Helene Berg, überlebte Alban Berg um mehr als vierzig Jahre. Sie war bemüht, Ansehen und Ruhm des verstorbenen Mannes zu mehren. Sie war Alleinerbin und Verwalterin der Autorenrechte. Dazu gründete sie 1968 die Stiftung, die sich der Pflege des Andenkens an den Komponisten widmet, wissenschaftliche Arbeiten ermöglicht und herausgibt sowie Stipendien für Musikstudierende vergibt. Helene Berg starb am 30. August 1976. Die Tantiemen aus Aufführungen, Konzerten und Ausstrahlungen kamen bis zum Ablauf des Urheberschutzes im Jahr 2005 der Stiftung zu.

## Schwerpunkte
Seit 1984 gibt die Alban-Berg-Stiftung eine Alban-Berg-Gesamtausgabe heraus, die als Historisch-kritische Ausgabe angelegt ist. Dafür werden erstmals alle überlieferten Quellen herangezogen. Die Edition lag bis 2018 in den Händen des deutschen Musikwissenschaftlers Rudolf Stephan (1925–2019), hernach in denen des österreichischen Musikwissenschaftlers Martin Eybl (geboren 1960). Die Alban Berg Studien wurden in sechs Bänden zwischen 1980 und 2008 herausgegeben. Sie waren dem Werk und Umfeld des Komponisten gewidmet. In allen Publikationen kooperiert die Stiftung eng mit der Universal Edition, dem Musikverlag der Werke Alban Bergs.
Wenig ist öffentlich über die Vergabe von Stipendien und Förderungen bekannt. Es werden fallweise Studienaufenthalte finanziert oder Projektförderungen vergeben. Zu den Empfängern zählen beispielsweise Erich Binder, Andrzej Chłopecki, Andrzej Dziadek, Christoph Eggner, Patricia Jünger, Mayako Kubo, Robert Lehrbaumer, Valentina Sandu-Dediu, Ines Schüttengruber, Shih, Bernhard Sieberer, Ulf-Diether Soyka, Johannes Maria Staud, Tobias Stosiek, Tu Wen-Hui, Alexander Znamenskiy und das Razumovsky-Quartett.

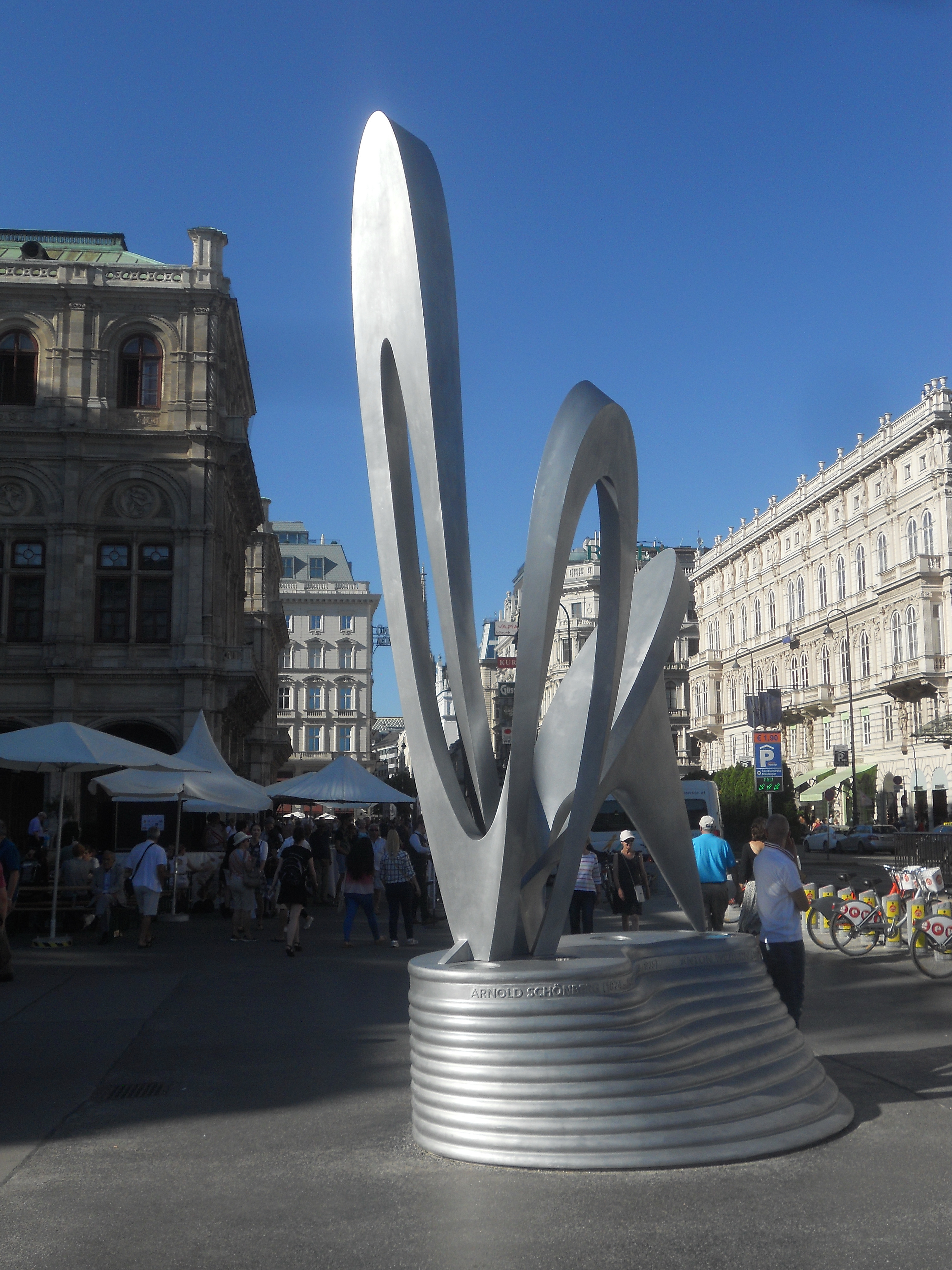
Alban-Berg-Denkmal in Wien

Das Ansehen und die Bekanntheit des Komponisten wird auf unterschiedliche Art gefördert. 1989 wurde eine Büste Bergs gestiftet, die vor dem Gemeindeamt von Schiefling am Wörthersee aufgestellt wurde. 2016 wurde vor der Wiener Staatsoper das Alban-Berg-Denkmal errichtet, gleichfalls von der Stiftung initiiert und finanziert. Es handelt sich um eine zwei Tonnen schwere Aluminiumskulptur nach einem Entwurf von Wolf D. Prix und Sophie Grell. Der Ford A, den der Komponist im Sommer 1930 mit den Tantiemen des Wozzeck angeschafft hatte, wurde generalüberholt und im Mai 2016 als Dauerleihgabe dem Technischen Museum Wien überantwortet. Dort ist der Wagen, von Berg „Blauer Vogel“ genannt, nunmehr in einer inszenierten Sonderausstellung zu besichtigen. 2017 präsentierte die Stiftung – anlässlich der Wozzeck-Neuinszenierung im Theater an der Wien – ebendort eine Ausstellung zu Werk und Werkgeschichte. Die Stiftung kümmert sich um den Erhalt der Berg’schen Wohnung in Wien-Hietzing (die Stiftung hat im selben Haus ihren Sitz) sowie des Alban Berg Waldhauses in Auen (in der Gemeinde Schiefling). Die Alban Berg Villa in Trahütten befindet sich nicht im Stiftungsbesitz, sie wird als Hotel geführt.
Im Juni 2021 wurde der neugeschaffene Alban Berg Ring erstmals verliehen. Erster Träger der Auszeichnung ist Friedrich Cerha, der die unvollendete Lulu vervollständigt hatte.